# González Suárez (Imbabura)
González Suárez ist eine Ortschaft und eine Parroquia rural („ländliches Kirchspiel“) im Kanton Otavalo der ecuadorianischen Provinz Imbabura. Die Parroquia besitzt eine Fläche von 50,18 km². Die Einwohnerzahl beim Zensus 2010 betrug 5630. Im Hauptort leben sowohl Mestizen als auch Indigene (KichwaKayambi). Es werden zwei indigene Gruppen unterschieden: Kayampi (Kichwa Kayambi) und Otavalos (Kichwa Otavalo). In den Dörfern (Comunidades) leben dagegen nur oder überwiegend Indigene. In mehreren Dörfern kommt nur die eine oder die andere Volksgruppe vor.

## Lage
Die Parroquia González Suárez liegt in den Anden im Norden von Ecuador. Das Gebiet liegt in Höhen zwischen 2680 m und 4080 m. Das Verwaltungsgebiet erstreckt sich vom Ostufer der Laguna Caricocha, einem Kratersee des Vulkans Mojanda, im Westen bis zum 4012 m hohen Vulkan Cusín im Osten. Nach Norden reicht die Parroquia bis auf etwa einen Kilometer an das Südostufer des Lago San Pablo heran. Die Fernstraße E35 (Quito–Otavalo) führt durch das Verwaltungsgebiet. Der Hauptort befindet sich 8,5 km südöstlich vom Kantonshauptort Otavalo.
Die Parroquia González Suárez grenzt im Nordosten an die Parroquia San Pablo del Lago, im äußersten Osten und im Südosten an die Parroquias Olmedo Pesillo und San José de Ayora (beide im Kanton Cayambe der Provinz Pichincha), im zentralen und im westlichen Süden an die Parroquias Tupigachi und Tabacundo (beide im Kanton Pedro Moncayo, Provinz Pichincha) sowie im Nordwesten an die Parroquia San Rafael de la Laguna.

## Orte und Siedlungen
Der Hauptort (cabecera parroquial) wird aus 4 Barrios gebildet: Central, Bellavista, La Costa und Barrio Parque Central. Ferner gibt es 8 Comunidades: Caluquí, Eugenio Espejo de Cajas, Gualacata, Inti Huaycopungo, Mariscal Sucre, Pijal, San Agustín de Cajas und San Francisco de Cajas.

## Geschichte
Die Parroquia González Suárez wurde am 10. September 1914 gegründet.